# Katarzyna z Nawarry
Katarzyna z Nawarry, Katarzyna de Foix (ur. 1468, zm. 1518) – królowa Nawarry w latach 1483-1518, księżna Gandii, Montblanc i Peñafiel, hrabina Foix, Bigorre i Ribagorza, wicehrabina Béarn.

## Rodzina
Była młodszą córką Gastona de Foix, księcia Viany, i Magdaleny de Valois (córki króla Francji - Karola VII Walezjusza i Marii Andegaweńskiej). Była wnuczką Gastona IV, hrabiego de Foix, i Eleonory I, królowej Nawarry. W 1484 poślubiła Jana III d'Albret, księcia de Gause. Miała wtedy 16 lat. Para doczekała się 13 dzieci:
1. Ana d'Albret z Nawarry (1492-1532),
2. Madealena d'Albret z Nawarry (1494-1504),
3. Catalina d'Albret z Nawarry (1495-1532), przełożona zakonu Trójcy, w Caen,
4. Juana d'Albret z Nawarry (1496-po 1496),
5. Quiteria d'Albret z Nawarry (1499-1536), przełożona zakonu, w Montivilliers,
6. syn urodzony martwy (1500),
7. Andres Febo d'Albret z Nawarry (1501-1503),
8. Henryk II z Nawarry (1503-1555),
9. Buenaventura d'Albret z Nawarry (1505-1510/1511),
10. Martin d'Albret z Nawarry (ok. 1506-po 1512),
11. Francisco d'Albret z Nawarry (1508-po 1512),
12. Carlos d'Albret z Nawarry (1510-1528),
13. Isabel d'Albret z Nawarry (1513/1514-po 1555).

## Rządy
Przedwczesna śmierć jej brata - Franciszka Febusa, spowodowała, że Katarzyna została królową Nawarry, a regencję sprawowała jej matka. Jej wuj - Jan de Foix powołał się jednak na prawo salickie, które nigdy nie obowiązywało w Nawarze i zagarnął tron dla siebie. Wybuchła wojna domowa, która rozjątrzyła na nowo stare konflikty wewnętrzne. W 1504 zmarła matka Katarzyny (przetrzymywana przez Ferdynanda II Katolickiego, króla Aragonii, w Medina del Campo), to sprowokowało nowa wojnę między Nawarrą a hrabstwem Lerín (1506-1508).
Polityczny sojusz między rodzinami de Valois i de Foix doprowadziły do negocjacji w sprawie małżeństwa między Henrykiem, księciem Viany, najstarszym synem Katarzyny i jej następcą, z córką króla Francji. Negocjacje te doprowadziły do tego, że Ferdynand II Katolicki wysłał księcia Alby, żeby podbił Pampelunę, w 1512. 25 lipca 1512 Fadrique Álvarez de Toledo, książę Alby, rozpoczął oblężenie Pampeluny, a rodzina królewska uciekła do Francji. 23 marca 1513 Nawarskie Kortezy zebrały się w Pampelunie i ogłosiły Ferdynanda królem Nawarry. Od tej pory tzw. Alta Navarra stała się integralna częścią Hiszpanii.
Podejmowane przez Katarzynę i Jana III próby odzyskania utraconych ziem nie powiodły się. W latach 1513–1518, Katarzyna była królową tzw. Baja Navarra (Dolnej Nawarry, na północ od Pirenejów).